# Mu2 Gruis
Título a ser usado para criar uma ligação interna é Mu2 Gruis.
Mu2 Gruis (36 Gruis) é uma estrela na direção da constelação de Grus. Possui uma ascensão reta de 22h 16m 26.57s e uma declinação de −41° 37′ 37.9″. Sua magnitude aparente é igual a 5.11. Considerando sua distância de 240 anos-luz em relação à Terra, sua magnitude absoluta é igual a 0.78. Pertence à classe espectral G8III.